# Plâtrières de Surba
Les plâtrières de Surba sont un site industriel comprenant une carrière d'extraction de gypse et une ancienne usine de traitement du minerai, dans les communes d'Arignac et de Surba, dans le département français de l'Ariège. Ce site, aujourd'hui désaffecté, est connu pour sa production de plâtre, effective jusqu'aux années 1950. Il est à ce titre représentatif de l'importante activité minière du bassin de Tarascon-sur-Ariège.
Des activités extractives importantes, rendues possibles par le potentiel géologique des Pyrénées, n'ont pas survécu au XXe siècle à l'exception notable de la carrière de talc de Trimouns avec son usine liée à Luzenac.
Plusieurs vestiges miniers demeurent en place, et font l'objet d'un projet de valorisation patrimoniale, bénéficiant notamment de leur inscription sur la liste des sites bénéficiaires du Loto du patrimoine en 2019.

## Localisation
Le site se trouve dans la basse vallée du Saurat, peu avant sa confluence avec l'Ariège, à l'est du massif des Trois-Seigneurs, à environ 3 km au nord-ouest de Tarascon-sur-Ariège et 10 km au sud de Foix.
Les installations industrielles encore visibles, se localisent sur le pied du Sédour, un sommet culminant à 1 070 mètres d'altitude, qui domine le bourg de Surba, et accueille sur son flanc occidental la grotte de Bédeilhac. Partagé avec les communes voisines de Bédeilhac-et-Aynat et Arignac, le roc de Sédour bénéficie en partie d'une réglementation par arrêté de protection de biotope depuis 1989.
Les bâtiments de l'usine sont au pied des pentes du versant sud, en marge du bourg de Surba (lieu-dit Plâtrières, au bord de la route de Saurat (RD 618), tandis que les carrières se trouvent principalement sur le versant nord, sur la commune d'Arignac.

## Description
Les vestiges comprennent :
- les bâtiments de l'usine, où se trouvaient les fours nécessaires à la transformation de gypse en plâtre ;
- plusieurs cavités ;
- des restes de machines ou installations métalliques destinées au chargement du matériau ;
- des stériles miniers ;
- un ancien moulin à broyer le gypse.

Ils se découvrent en cheminant le long d'un sentier en boucle autour du roc de Sédour. Des panonceaux réalisés à la maison précisent l'utilité des différents éléments.

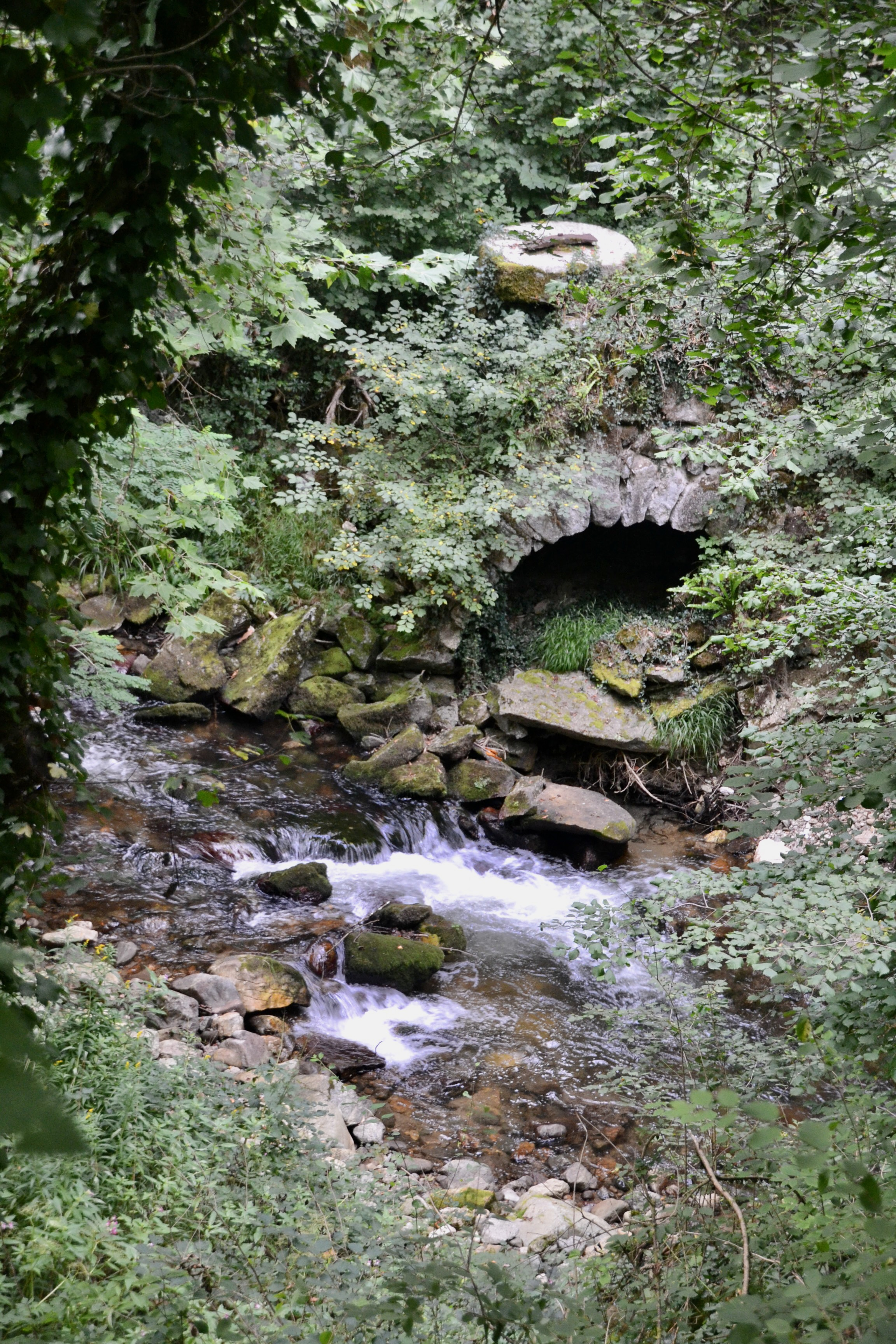
Ancien moulin, Arignac.
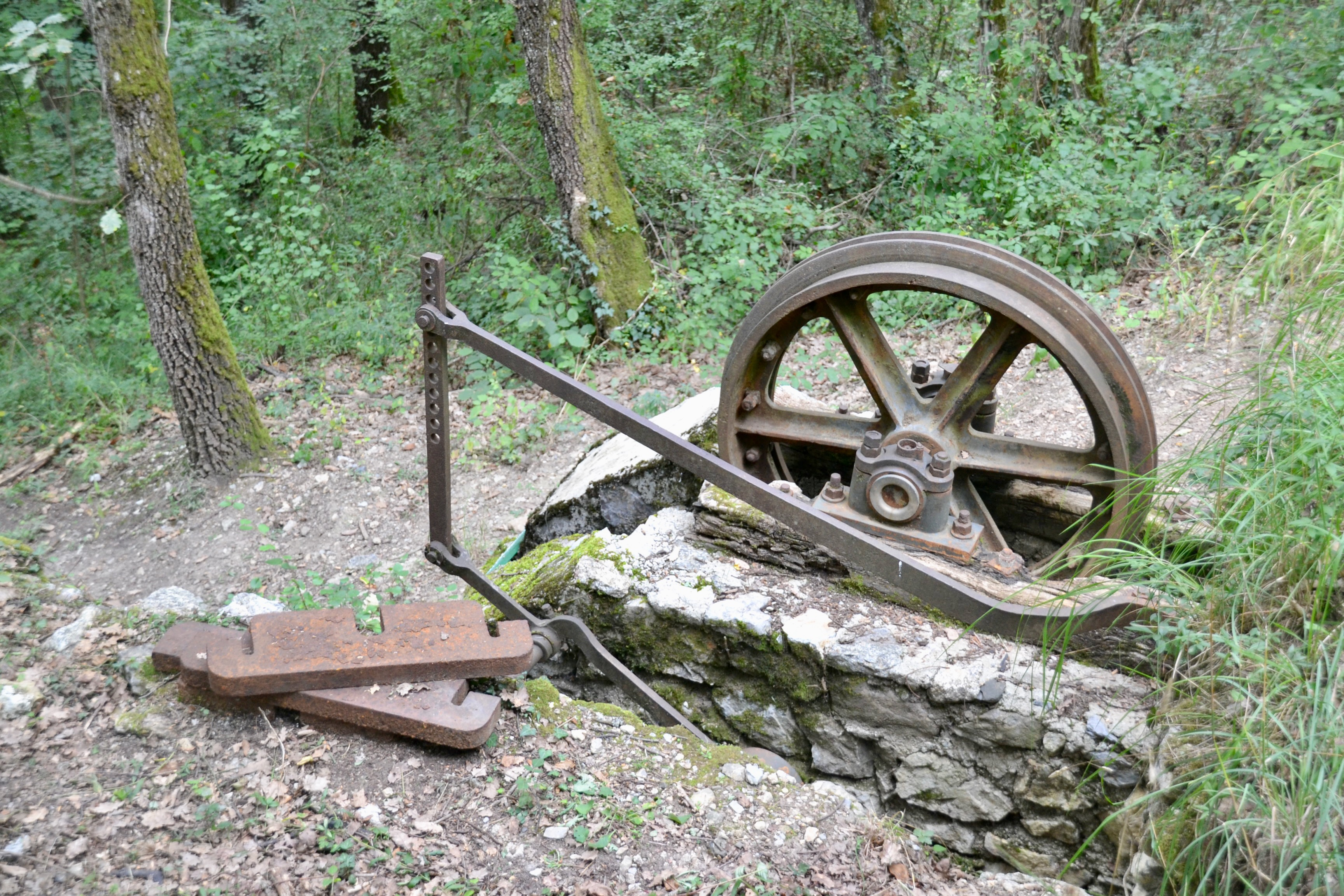
Vestiges de machine, Surba.
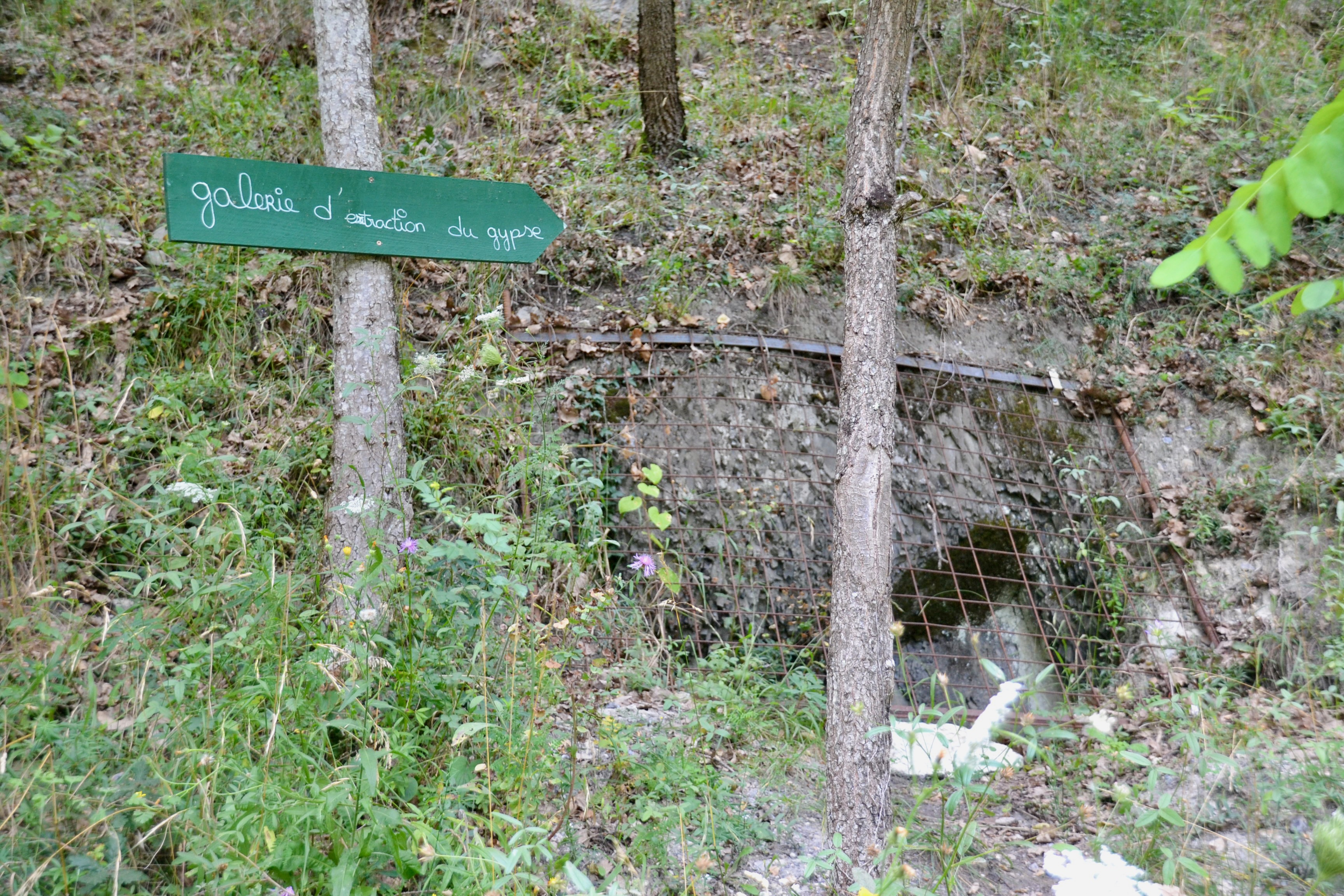
Entrée d'une galerie d'extraction, Surba.
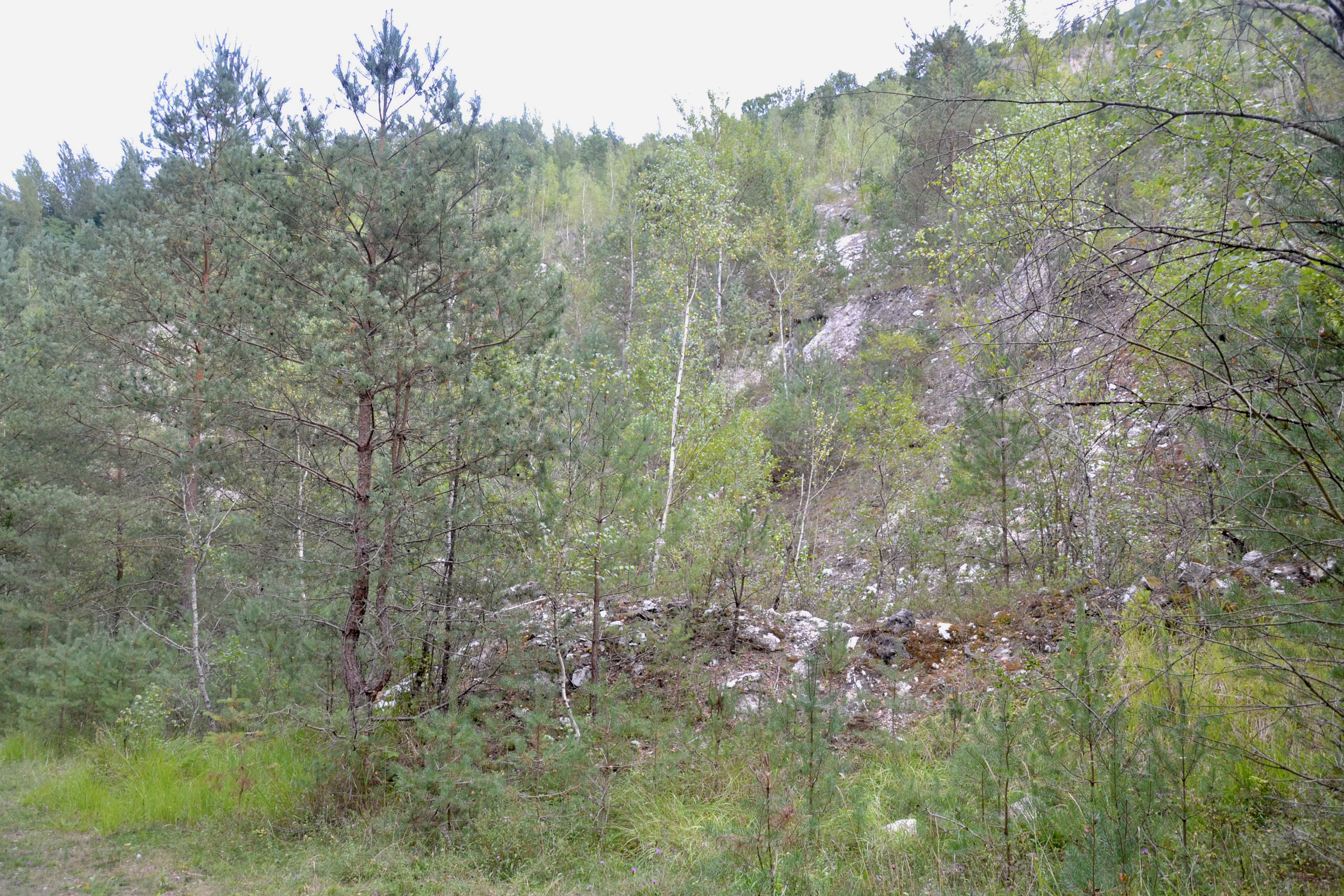
Carrière à ciel ouvert, Arignac.

## Historique
La présence des plâtrières renvoie à la récurrence de ce type d'installations dans la région de Tarascon-sur-Ariège, qui a compté jusqu'à 25 usines similaires aux XIXe et XXe siècles. Dans la première moitié du XIXe siècle, on trouve ainsi des moulins à Bompas, Mercus et Bédeilhac. Celui d'Arignac est attesté en 1832,. En 1860, Félix Garrigou pressent déjà la richesse du gisement de gypse de Surba, par la présence de sources séléniteuses.
Le Saurat compte un maximum de 16 moulins sur seulement 4 km de cours. En 1877, ce secteur bénéficie de la structuration amorcée par la création de la Société générale des Plâtrières de Tarascon, mais cette concentration aboutit au début du XXe siècle à la disparition des petites unités. Le moulin de Surba est le dernier à perdurer. Il existe longtemps une Société anonyme des plâtrières de Surba.
En 1891, la Société de géographie de Toulouse, en visite sur place, estime que le gisement de Surba, l« e même que celui de Bédeilhac et d'Arignac », assure toutefois une exploitation à la fois « plus facile, moins coûteuse, plus fructueuse ».
L'extraction du gypse se confronte à la fragilité de la montagne, qui parfois s'effondre, comme en 1896.
Le site est fermé depuis 1957, puis désaffecté. Les bâtiments usiniers sont abandonnés.

## Valorisation

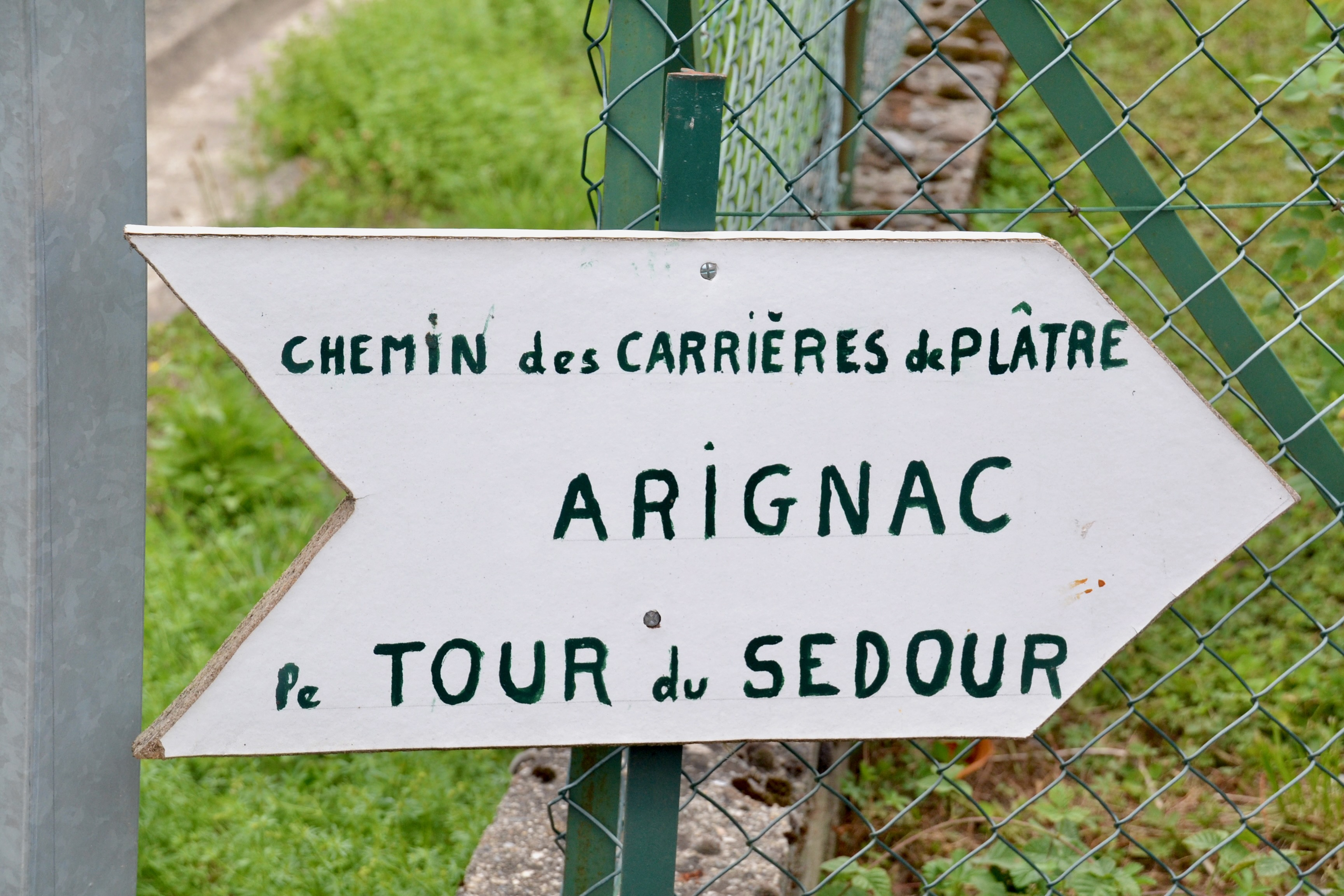
Panonceau du chemin des plâtrières.

Les plâtrières de Surba ne bénéficient d'aucune protection réglementaire. Cependant, elles sont retenues parmi les sites sélectionnés en 2019 pour le Loto du patrimoine de la Mission Stéphane Bern. Cette opération permet dans un premier temps à la commune de récolter 17 000 euros, qui doivent alimenter un projet de tourisme industriel. Ce projet comprend notamment la réalisation d'un Conservatoire des archives plâtrières de la Région Occitanie, d'un chemin artistique, voire d'un musée à Arignac.
Un sentier de randonnée en boucle est aménagé par des bénévoles autour du roc de Sédour, dont le flanc sud accueille les plâtrières. Il permet d'approcher l'essentiel des vestiges de l'extraction. Des visites guidées sont organisées lors des Journées européennes du patrimoine,.